# ایلزه هیلن
ایلزه هیلن (هلندی: Ilse Heylen؛ زادهٔ ۲۱ مارس ۱۹۷۷) جودوکار اهل بلژیک بود.